# Giant (opera teatrale)
Giant è un'opera teatrale del drammaturgo britannico Mark Rosenblatt, portata al debutto a Londra nel 2024 e premiata con il Laurence Olivier Award alla migliore nuova opera teatrale nel 2025.

## Trama
Nel 1983 Roald Dahl scrive una recensione del libro God Cried di Tony Clifton e Catherine Leroy (sull'assedio di Beirut ad opera dell'esercito israeliano) per Literary Review che viene tacciata di antisemitismo. Il suo editore, Tom Maschler, si precipita a casa dell'autore per cercare di arginare i danni e impedire che le accuse di antisemitismo rovinino le vendite de Le streghe.

## Debutto
La pièce è stata presentata in anteprima mondiale al Royal Court Theatre di Londra il 20 settembre 2024, rimanendovi in cartellone fino al 16 novembre successivo. Nicholas Hytner curava la regia, mentre scenografie e costumi erano firmate da Bob Crowley. Il cast era composto da John Lithgow (Dahl), Elliot Levey (Tom Maschler), Rachael Stirling (Felicity Crosland), Tessa Bonham (Hallie), Romola Garai (Jessie Stone) e Richard Hope (Wally Saunders).
Il dramma è stato accolto positivamente dalla critica nazionale e internazionale, tanto da ottenere due vittorie ai Ciritcs' Circle Theatre Award, tre ai Premi Laurence Olivier ed essere riproposto nel più capiente Harold Pinter Theatre.

## Riconoscimenti
- 2025 - Critics' Circle Theatre Awards[8]
  - Migliore opera teatrale
  - Miglior drammaturgo rivelazione per Mark Rosenblatt
- 2025 - Premio Laurence Olivier[9]
  - Migliore nuova opera teatrale
  - Miglior attore per John Lithgow
  - Miglior attore non protagonista per Elliot Levey
  - Candidatura per la miglior attrice non protagonista per Rachael Stirling
  - Candidatura per la miglior regia a Nicholas Hytner